# 東武ED610形電気機関車
東武鉄道ED610形電気機関車（とうぶED610がたでんききかんしゃ）は、かつて東武鉄道に在籍した直流貨物用電気機関車である。

## 概要
元来、日光電気軌道（後の東武鉄道日光軌道線）は沿線の清滝に開設された古河電気工業日光電気精銅所からの電気銅製品を国鉄日光線経由で出荷することを主な目的として建設された路線であった。だが、その貨物輸送は軌道条例準拠の路面併用軌道として建設されたこともあり、同条例→軌道法で列車長や編成両数が規制されたことから、開業以来電動貨車あるいは電車が牽引する貨車によって実施される時期が長く続いた。そのため、国鉄貨車への貨物積み替えが実施される国鉄日光駅荷扱所と出荷元である清滝の精銅所の間では、一方の車端にのみ運転台を設置した独特のL形無蓋電動貨車であるテト30・40形と、それに連結された無蓋貨車のペアが長らく銅製品輸送に供された。その輸送体制は、1928年の日光電気軌道への東武鉄道による資本参加と続く1929年の東武日光線開業で日光軌道線の観光路線としての性格が強まった後も変化することはなかった。むしろ日光電気精銅所でジュラルミンなどの戦略物資の精錬事業が開始されたことでその重要度は急増し、戦時中には無認可での電動貨車の大量増備が当局による黙認の下で実施されるなど、貨物輸送路線としての日光軌道線は輸送力不足が深刻な状況に陥っていたのである。
そこで、戦時中末期の1944年9月には、地上設備の改修を実施した上で国鉄との貨車直通（車扱貨物）の実施が認可された。その牽引用機関車としては、同時期に国鉄で新型電気機関車（ED42形）の集中投入によって余剰となっていたアブト式のED40形ED406・ED4010の2両がラックピニオン駆動機構や第三軌条用集電装置などを撤去し、さらに屋根上前後にトロリーポールを搭載するなどの改造工事を実施の上で東武鉄道へ貸し出され、就役した。
これら2両は第二次世界大戦後の1947年に正式に東武鉄道へ払い下げとなり、ED4000形ED4001・ED4002と付番され、以後も引き続き日光軌道線での貨物輸送に充てられた。だが、このED4000形は全負荷時定格速度15km/h、最大でも25km/hという低速機で、元々信越本線横川 - 軽井沢間（碓氷峠）の急勾配線で使用されていたことから登坂能力には不足はなかったものの、戦後、新造ボギー車や連接車の投入が行われ日光の観光開発が進む中で、その低速は日光軌道線の旅客輸送能力向上・所要時間短縮における最大の障害と目されるようになった。また、1920年・1921年製の老朽機であったことからそのメンテナンスにも問題が生じるようになってきたことや、片運転台で推進運転を実施する必要があり、保安上問題となっていたことなどもあって、より高速で貨車を牽引可能で、なおかつ両運転台を備え、取り扱いの容易な代替機の投入が求められた。
そこで1955年にこれらを代替する新型電気機関車1両の新造が決定され、東洋工機を主契約社とする本形式、すなわちED610形ED611が製造された。

## 車体
全溶接構造で各面の接合部を丸め、屋根も張り上げ屋根構造とした、平滑な外観の鋼製箱形車体を備える。運転台は機器室を挟んで車体の前後にそれぞれ乗務員室を設けて搭載し、車体の前後両端にデッキを設置する。デッキは主台枠と一体となっていて、自動連結器はその端梁部に搭載されている。
これは同時期に設計された三岐鉄道ED45形や相模鉄道ED10形等と共通する、1950年代から1960年代にかけて東洋工機で製造された箱形電気機関車特有のデザインである。
このデザインでは台枠下面まで側板が延長されて巻き込まれ、側板と台枠下面を丸めて接合してあるため、車体が実際の寸法以上に大きく見えるという特徴がある。
もっとも本形式の場合、車体そのものは車体長10,000mm、車体幅2,600mm、と重量が同クラスあるいはそれ以下のクラスのの他社向けと比較して、若干コンパクトな設計となっている。
前照灯は半流線形のケーシングに納められた灯具を妻面中央の乗務員扉上部に設置し、向かって左側妻窓の上部には路面併用軌道独特の制度である続行運転を行う際に使用する続行標識灯を取り付け、通常の尾灯はデッキの下部、柴田式自動連結器の左右に振り分けて埋め込み式で各1灯ずつ設置されている。また、併用軌道で運行されることからデッキ下には鋼管組み立ての排障器を装着する。
妻面は3枚窓構成で、左右の妻窓はいずれも1枚固定式、その上部には水切りを兼ねた短いひさしが取り付けられており、ワイパーは機関士席側にのみ設置されている。また、乗務員扉は側面にはなく、妻面中央に設置された乗務員扉とその前のデッキを経由して乗降を行い、側面にはほぼ等間隔に4つの側窓を設ける。中央寄りの側窓2つの直下には、それぞれ前後の機器室区画と運転台との隔壁ぎりぎりまで開口する形で、機器冷却・通風用の大型ルーバーが腰板部に各側面に2カ所ずつ設置されている。
機器室は左右の壁面沿いに通路を設け、中央に主制御器や抵抗器、空気圧縮機などの主要機器を搭載する、一般的な機器配置となっている。
塗色は新製時は、車体は(特急用車両と同じ)マルーン、台車・パンタグラフはライトグリーン。後年車体はぶどう色2号に近似した塗色に変更された。

## 主要機器
電装品は流用品の主電動機を除き、基本的に東洋工機の親会社である東洋電機製造の製品を搭載している。

### 主電動機
主電動機は戦後国鉄大井工場で長期留置となっていたキハニ36450形電気式気動車2両からの払い下げ品である三菱電機製MT26を搭載し、歯数比4.125の吊り掛け式駆動装置で動力を伝達する。
これにより、全負荷時定格速度は31.6km/hとなり、定格出力もED600形に比して33パーセント増の320kWとなって牽引力も3,680kgと大幅に増大した。
なお、キハニ36450形からはMT26がそれを装架した2軸ボギー台車合計2基と共に東洋工機へ払い下げられているが、主電動機4基が本形式に流用された一方で、軽量構造の専用台車（省制式形式なし）は同時期に東洋工機・東洋電機製造が受注し製造していた、北陸鉄道石川総線用ED30形ED301に流用されている。

### 主制御器
制御器は電気機関車用として一般的であった電磁空気単位スイッチ式のものを搭載し、4基の主電動機を直並列抵抗制御する。また、力行だけではなく、車載抵抗器による発電ブレーキも搭載する。
なお、各運転台の主幹制御器（マスコン）も非自動進段の電気機関車用として一般的な仕様のものを搭載する。

### 台車
台車は国鉄TR23形台車と類似のペンシルバニア形軸ばね式台車を装着する。これは東洋工機がその前身である日本鉄道自動車時代から製造していた、ST31あるいはNSC31と称する軸ばね台車の同等品で、軸距も2,300mmと各社向けNSC31と共通となっている。動輪径は860mmである。

### ブレーキ
ブレーキは自車のみに作用する直通ブレーキ（単弁）と編成全体に作用する自動空気ブレーキ（自弁）を併設したブレーキ制御弁で個別指令する、ウェスティングハウス・エアブレーキ(WABCO)製あるいはその模倣による日本製のEL-14ブレーキ弁を搭載し、車体の床下台車間に設置されたブレーキシリンダーから連動てこで各台車のブレーキシューを動作させる。
また、前述の通り制御器にも発電ブレーキ機能が搭載されているが、空気ブレーキ系統と発電ブレーキは連動しない。

### 集電装置
日光軌道線の架線吊架方式が変更され、電車の集電装置がトロリーポールからビューゲルに変更された後の入線となるため、通常の菱枠パンタグラフを2基搭載する。
通常は日光寄りの1基のみを使用し、清滝寄りの1基は予備とされていた。

## 運用
日光軌道線では就役開始後、主力機として清滝 - 国鉄日光間の貨物列車を牽引した。なお、本形式の入線後、余剰となったED4000形ED4001改めED600形ED601は1956年4月に除籍・解体されている。
1968年1月、日光軌道線の廃止に先駆けて貨物輸送が廃止されたことで本形式は不要となり、同年2月24日の路線廃止と共に廃車された。
その後は他の各車と共に譲渡先を求めてしばらく車庫に留置されていたが、1969年2月に搬出され、西武所沢車両工場で排障器の取り外しや続行標識灯の撤去、パンタグラフの交換の等の再整備を受け、三菱金属鉱業へ譲渡された。
これは同社が荷主となっていた宮城中央交通線（後のくりはら田園鉄道）の貨物輸送で主力機であったED35形ED351（初代）が老朽化したことに伴う代替機が必要となったために購入されたものであり、所有権は三菱金属鉱業→三菱金属（現・三菱マテリアル）にあったが、実際には栗原電鉄（1969年2月に宮城中央交通より社名変更）で管理・運用された。
導入に際してはED35形ED351（2代）に改番され、主力機として細倉鉱山 - 栗原間で貨物列車牽引に重用された。
しかし細倉鉱山が閉山されて貨物輸送が廃止となったため不要となり、1987年4月1日に廃車となった。
現在は栃木県日光市の鉄道愛好家に払い下げられ、岡山電気軌道から無償譲渡された元日光市内線100形と共に保存されている。